# Lower East Side
Lower East Side is een buurt in het zuidoosten van het New Yorkse stadsdeel Manhattan.
Het gebied ligt in de wijk Lower Manhattan en grenst aan de zuidwest- en westkant aan de buurten Chinatown, Little Italy en de Bowery en aan de noordkant aan de East Village. De oost- en zuidkant van de Lower East Side liggen aan de East River.
Via de Manhattan Bridge en de Williamsburg Bridge is de Lower East Side verbonden met Brooklyn.

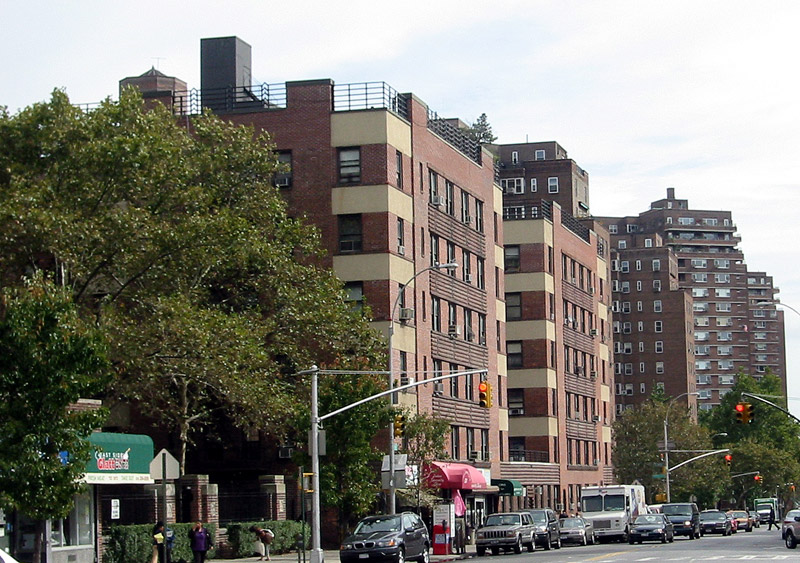
Cooperative Village
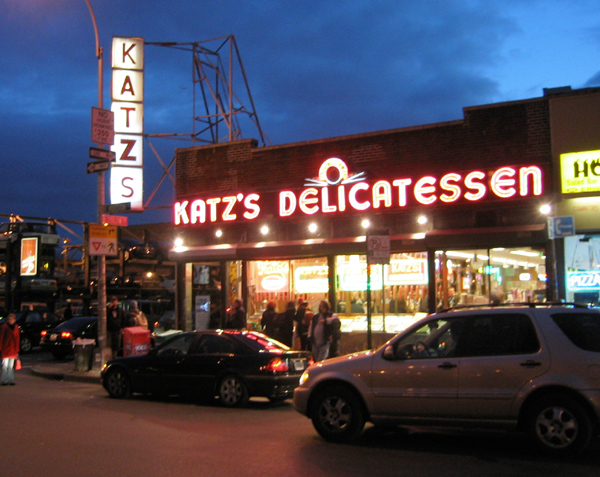
Katz's Delicatessen
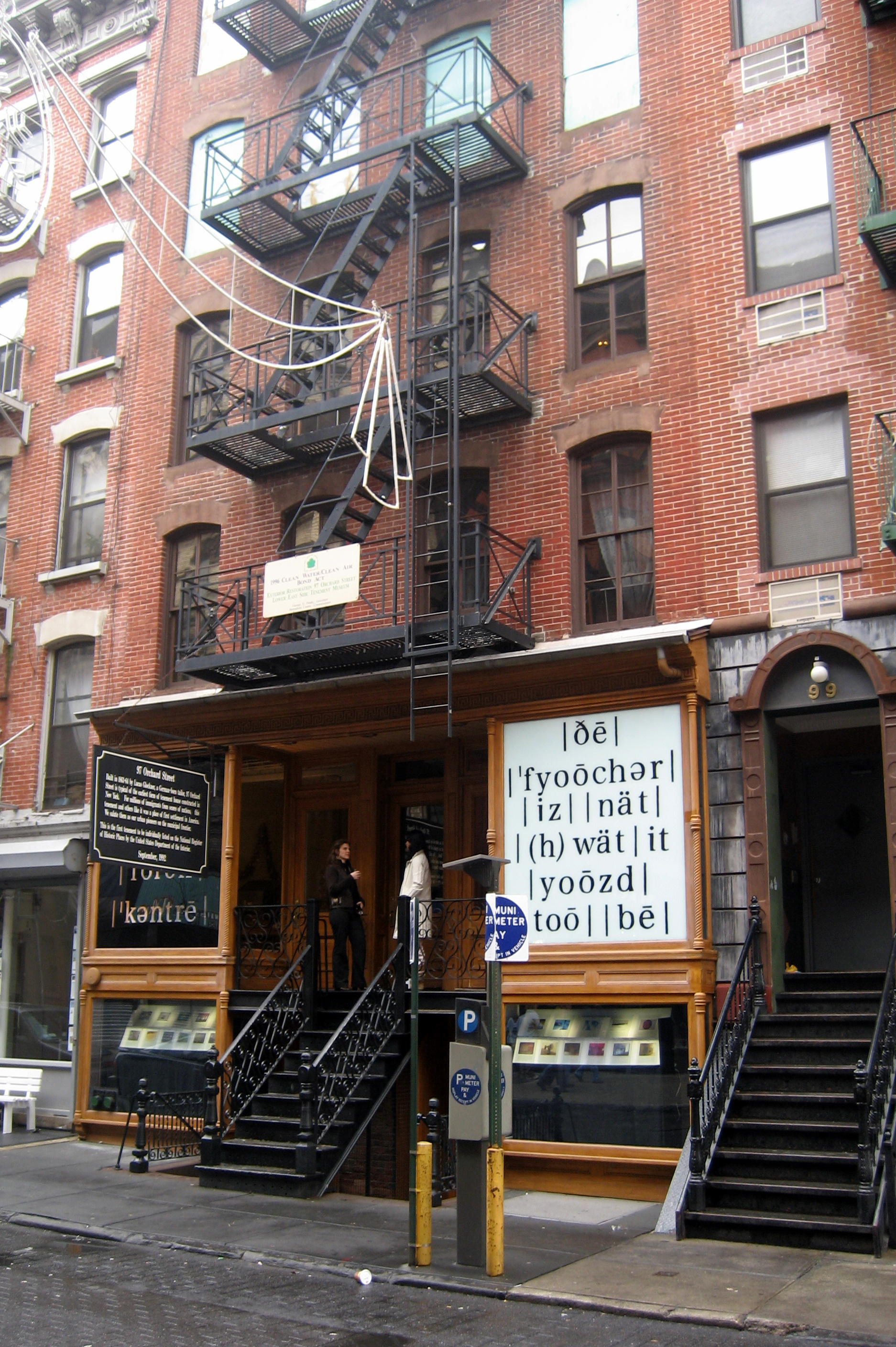
Lower East Side Tenement Museum
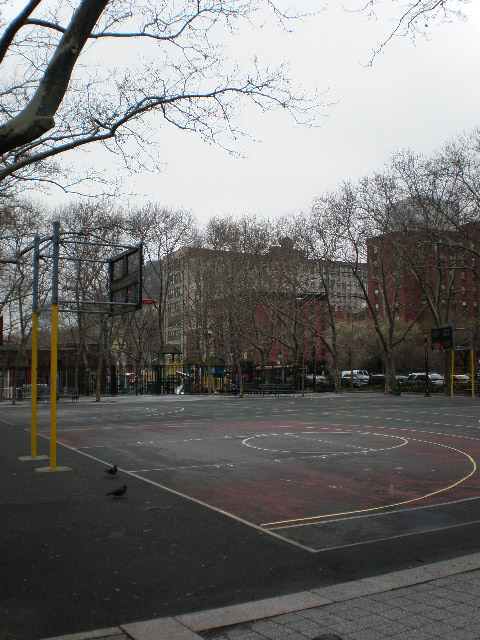
Sara Delano Roosevelt Park.
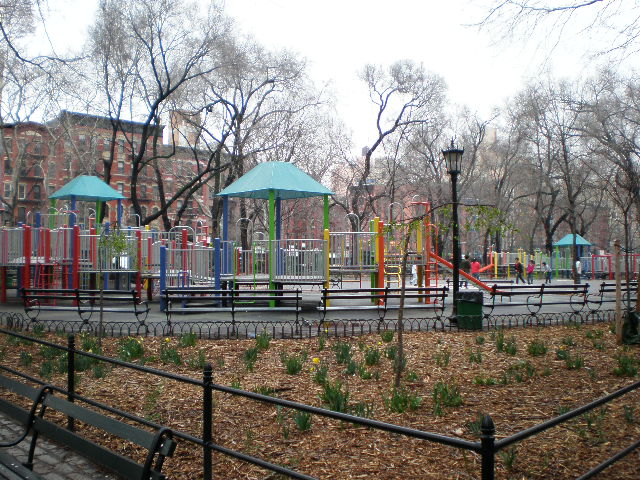
Seward Park